# HD 125612
HD 125612 — двойная звезда в созвездии Девы на расстоянии приблизительно 188 световых лет (около 57,7 парсек) от Солнца. Визуальная звёздная величина звезды — +8,32m. Возраст звезды определён как около 965 млн лет.
Вокруг звезды обращается, как минимум, три планеты.

## Характеристики
Первый компонент (HD 125612A) — жёлтый карлик спектрального класса G0, или G3V, или G5. Масса — около 1,049 солнечной, радиус — около 1,145 солнечного, светимость — около 1,33 солнечной. Эффективная температура — около 5754 K.
Второй компонент (HD 125612B) — красный карлик спектрального класса M4. Масса — около 0,184 солнечной. Удалён в среднем на 5205 а.е.

## Планетная система
В 2007 году группой астрономов была открыта планета HD 125612 b. Она в 3,5 раза массивнее Юпитера и обращается на расстоянии 1,2 а.е. от родительской звезды (почти на таком же расстоянии находится Земля от Солнца). Год на данной планете длится около 502 суток.
В 2009 году были открыты ещё две планеты в системе: HD 125612 c и HD 125612 d. Планета c относится к классу так называемых суперземель — по массе она превосходит Землю в 21 раз. Она находится очень близко к звезде, её отделяет расстояние всего лишь в 0,05 а.е. (для сравнения, ближайшая к Солнцу планета, Меркурий, в нашей Солнечной системе находится на расстоянии 0,4 а.е. от дневного светила). Год на планете HD 125612 c чрезвычайно короткий: 4,1 суток. Планета HD 125612 d представляет собой юпитероподобный объект с массой около 7,1 массы Юпитера. Она обращается вокруг звезды на расстоянии 5,6 а.е., совершая полный оборот за 12 с лишним лет.
В 2019 году учёными, анализирующими данные проектов Hipparcos и Gaia, у звезды обнаружена планета HIP 70123 e.